# Буршье, Томас
Кардинал Томас Буршье (англ. Thomas Bourchier; приблизительно 1404 — 30 марта 1486) — английский государственный деятель и кардинал. Епископ Вустера с 24 сентября 1434 по 20 декабря 1443. Епископ Или с 20 декабря 1443 по 21 июня 1454. Архиепископ Кентерберийский с 21 июня 1454 по 30 марта 1486. Лорд-канцлер Англии с 5 марта 1455 по октябрь 1456. Кардинал-священник с титулом церкви S. Ciriaco alle Terme.

## Биография

### Происхождение
Томас был младшим сыном Уильяма Буршье (умер в 1420 году), графа д’Э, а через свою мать, Анну Глостер, дочь Томаса Вудстока, был потомком короля Англии Эдуарда III Плантагенета. Одним из его братьев был Генри Буршье (умер в 1483 году), 1-й граф Эссекс, а его внучатым племянником был Джон, 2-й барон Бернерс, переводчик Фруассара. Хамфри Стаффорд, 1-й герцог Бекингем был его единокровным братом.

### Церковная и политическая карьера
Обучался в Оксфордском университете, докторантура in utroque iure, в каноническом и гражданском праве, и магистр искусств в 1433 году.
Он тогда вступил на церковную стезю и получил быстрое продвижение по службе: пребендарий Личфилда в мае 1424 года; декан Солсбери, декан Сент-Мартин-ле-Гранд, Лондон, в 1428 году. Получил младший сан и субдьяконат 24 сентября 1429 года; вторую пребенду в Западном Тарроке, в Хастингсе в 1432 году. Рукоположён в священники в 1433 году (никакой дальнейшей информации не найдено). Стал пребендарием в Линкольнской церкви в 1433 году и канцлером Оксфордского университета в 1433—1437 годах.
После проведения некоторых незначительных назначений он стал епископом Вустера в 1434 году, хиротонисан 15 мая. В том же самом году он стал канцлером Оксфордского университета, а в 1443 году он был назначен епископом Илийским, в апреле 1454 года был назначен архиепископом Кентерберийским, стал лорд-канцлером Англии в марте следующего года.

### Буршье и война Алой и Белой розы
Короткий срок пребывания Буршье на должности лорд-канцлера совпал с началом войны Алой и Белой розы, и сначала он не был сильным приверженцем ни одной из сторон, хотя он потерял свой пост лорд-канцлера, когда Ричард, герцог Йоркский, был лишён власти в октябре 1456 года. Впоследствии, в 1458 году, он помог примирить противоборствующие сторон, но когда война возобновилась в 1459 году, он предстал как решительный йоркист; он короновал Эдуарда IV в июне 1461 года, а четырьмя годами позднее он исполнил подобную церемонию для королевы Елизаветы Вудвилл.

### Буршье при Йорках
В 1457 году Буршье взял главную часть в суде над Реджинальдом Пекоком, епископом Чичестера, обвиненным в ереси. Кардинал-священник с 18 сентября 1467 года с титулом церкви S. Ciriaco alle Terme, в 1473 году после некоторой задержки, он был объявлен кардиналом, поскольку эта честь была добыта для него Эдуардом IV в 1465 году, а в 1475 году он был одним из этих четырёх арбитров, назначенных, чтобы устроить детали относительно договора Пикиньи между Англией и Францией. После смерти Эдуарда IV в 1483 году Буршье убедил королеву позволить её младшему сыну, Ричарду, герцогу Йоркскому, разделить место пребывания со своим братом в Лондонском Тауэре; и хотя он поклялся быть преданным Эдуарду V перед смертью его отца, он короновал Ричарда III в июле 1483 года. Он не был, однако, никоим образом вовлечен в убийство юных принцев, и он был вероятно участником заговоров против Ричарда.

### Буршье и Генрих VII
Третьим английским королём, коронованным Буршье, был Генрих VII Тюдор, который женился на Елизавете Йоркской в январе 1486 года. Архиепископ умер 30 марта 1486 года в своей резиденции, Нол Хаус, около Севенокса, и был захоронен в Кентерберийском соборе.